# Сапінува
Сапінува (іноді Шапінува ; хеттське : Шапінува ) було хетським містом бронзової доби на території сучасного Ортакея у провінції Чорум у Туреччині, приблизно за 70 кілометрів на схід від хетської столиці Хаттуси. Це був один із головних хеттських релігійних та адміністративних центрів, військова база та час від часу резиденція кількох хетських царів . Палац у Сапінуві обговорюється в кількох текстах Хаттуси .

## Розкопки

Карта Хетської Анатолії із зображенням Ортакей-Сапінуви

Ортакей був ідентифікований як місце стародавньої Сапінуви після того, як місцевий фермер звернувся до музею Чорум; він знайшов дві глиняні клинописні таблички на своєму полі. Це призвело до дослідження, проведеного в 1989 році і нових відкриттів. 
університет Анкари швидко отримав дозвіл Міністерства культури на початок розкопок. Це почалося в наступному році, в 1990 році, під керівництвом Айгюль і Мустафи Сюелів, і продовжується з тих пір.
Спочатку була розкопана будівля A, а потім будівля B у 1995 році. Будівля з ортостатом у стилі Язилікая та деревним вугіллям XIV століття до нашої ери була розкопана після 2000 року. Айгюль Сюель була керівником розкопок на цьому місці з 1996 року.
У першому розкопаному районі була будівля з циклопічними стінами, яка отримала назву «Будівля А». Будівля А виявила 5000 табличок і фрагментів, датованих часами хетського правителя Тудгалії II (бл. 1360 – 1344 рр. до н. е.). Вони зберігалися в трьох окремих архівах на верхньому поверсі, який завалився під час спалювання будівлі.
У Каділар Хююк, за 150 метрів на південний схід від будівлі A, «будівля B» виявилася складом, наповненим глиняними глеками. Інша будівля має «ортостат, схожий на рельєф Тудхалія в Язилікаї ».

### Висновки

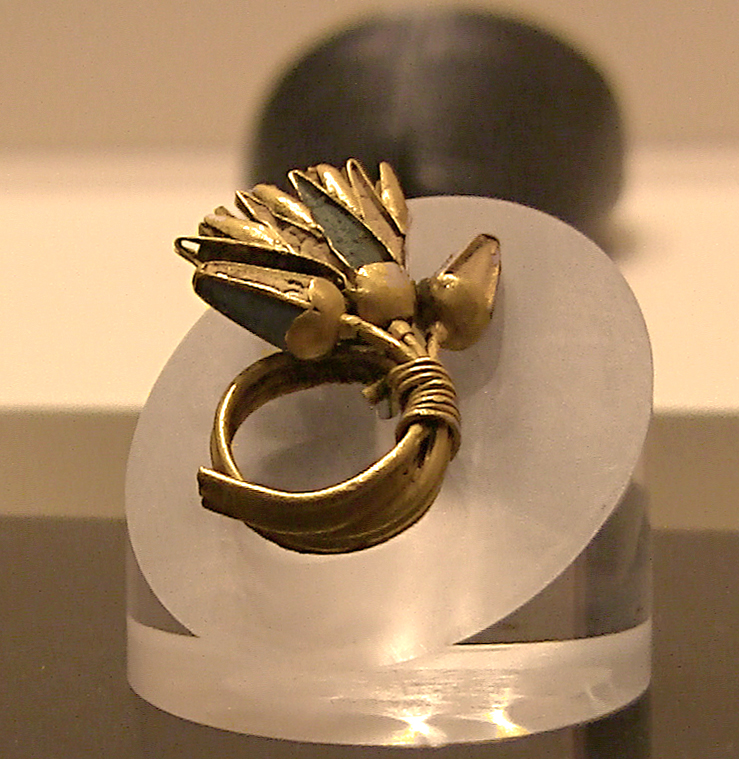
Золота брошка з Сапінуви, Археологічний музей Чорум, Центральна Туреччина

Пожежа, яка знищила Сапінуву, також пошкодила її архів. Більшість табличок є фрагментарними, і перед тлумаченням і перекладом їх необхідно зібрати разом. 
Ідентифікація місця як Сапінуви  негайно виправила непорозуміння в хетській географії. Завдяки архівам, які наразі були виявлені в Хаттусі, Сапінува вважалося містом, яке перебувало під впливом хурритів . Таким чином, дослідники архіву Хаттуси розмістили Сапінуву на південний схід від Хаттуси. Тепер відомо, що Сапінува (і, отже, пов’язані з ним міста) знаходиться на північному сході від Хаттуси.
Таблички Будівлі А написані переважно хетською мовою (1500); але також хурритською (600), «хетто-хурритською», аккадською та хаттською мовами .  Крім того, є двомовні тексти, які досі не були відомі, хетською/хатською та хетською/хурритською мовами; списки словників хетською/шумерською/аккадською мовами; і відбитки печаток ієрогліфічною лувійською . Хетські тексти містять багато писем; хурритська здебільшого використовувалась для ритуалів іткалзі (очищення).  Декілька листів відповідали тим, що згадуються в архіві Машат Хоюк . Діалект хеттської мови в цьому листуванні був середньохеттським, але це місце використовувалося століттями пізніше.  
Перша англомовна публікація з розкопок була написана Айгуль Сюель у 2002 році.  Станом на 2014 р.  архів не публікувався. Перша англомовна публікація будь-якого тексту, фрагментарний словниковий текст із переліком корисних рослин, можливо, передова шкільна табличка 14-го століття до н.е. Практичний словник з «Ортакою»;  також опубліковано лист від цариці. 

## Історія

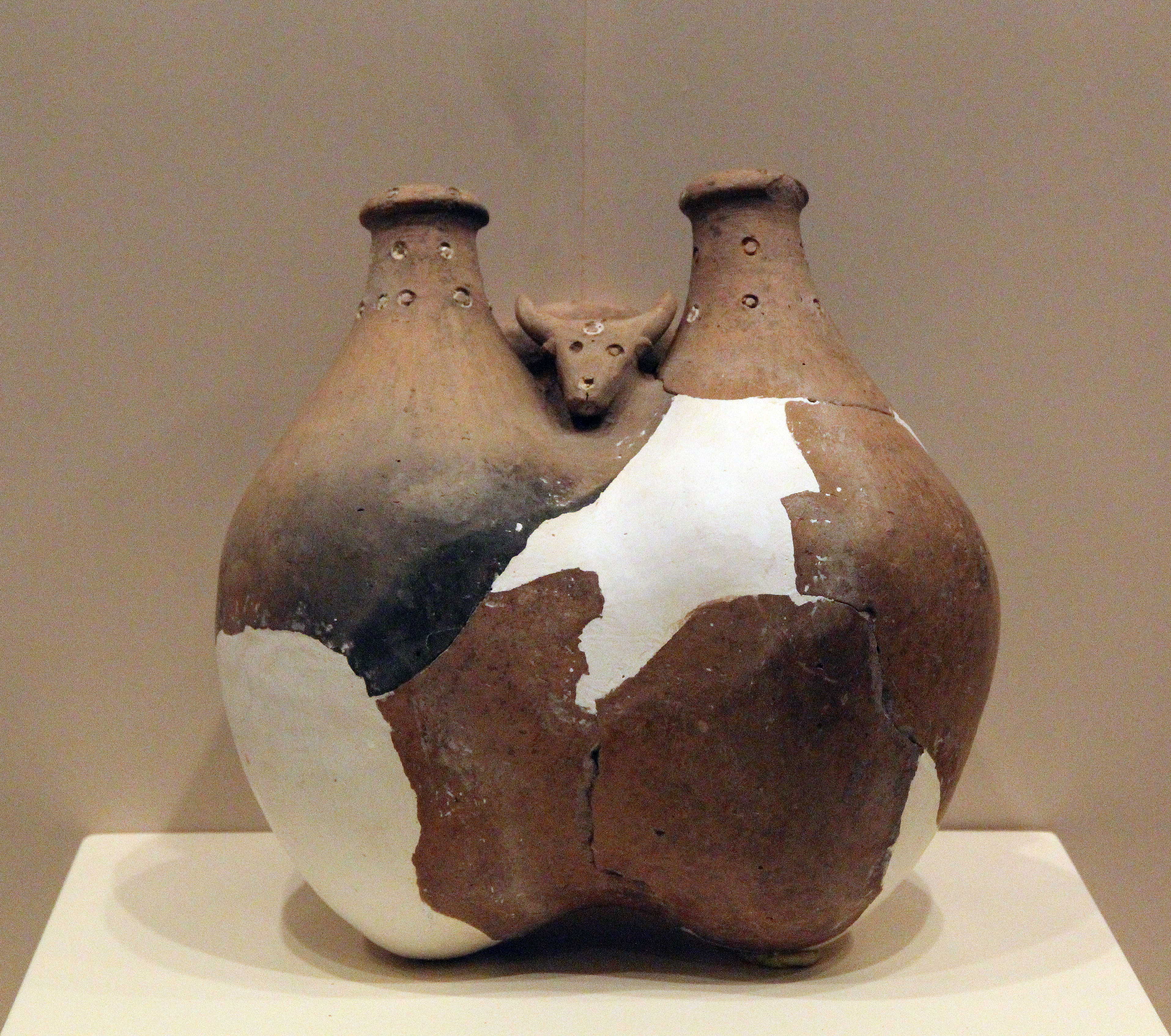
Ваза з Сапінуви. Археологічний музей Чорум, Центральна Туреччина

Ділянка розділена на Верхнє та Нижнє місто. Останнє розділене на два головних райони: регіон Агілоню і Тепелерарасі; їх розділяє струмок, який протікає територією. 
За словами Ердала Атака,
«Стратегічне розташування Шапінуви дуже важливе. Гори, що оточують місто, плато, що піднімається терасами на рівнині Амасья, і фортифікаційні споруди, що починаються аж на 5 км, дозволяють легко захистити місто. Оскільки місто має ключ розташування між рівнинами Алака і Амасія, поки місто, яке знаходиться на відстані двох днів від Хаттуси, стоїть на місці, дороги до Богазкой-Хаттуси знаходяться під контролем, а також є сліди військової та релігійної архітектури верхів'я міста на пагорбах на заході, потреба у воді та деревині забезпечувалася з цих пагорбів».
На північний схід від будівлі D у районі Тепелерарасі розташована зона G. Тут виявлено майстерню, яка містить знахідки форм із складним різьбленням. Ці форми використовували для тонкої роботи зі сріблом; неподалік також було знайдено велику кількість обсидіану.
Ці знахідки датуються кінцем середньохетського періоду; це був час Тудгалії II (на думку деяких вчених, також відомого як Тудгалія III ). 
Цей Тудгалія II також мав хурритське ім'я Тасмі-Саррі, спільне з багатьма іншими хетськими царями того часу, які також мали хурритські імена. Його царицею була Таду-Геба, що також є хурритським ім'ям. Їхня весільна церемонія згадується в багатьох табличках із Сапінуви, а також із Хаттуси. 
Сапінува — це місце, де Тудгалія II проживав протягом більшої частини свого правління, і було знайдено багато клинописних табличок із його згадкою, у тому числі міжнародні договори.
Це був час, відомий у літературі як «концентричні вторгнення», коли хетська держава була обложена багатьма ворогами з усіх боків.
У той час каски неодноразово вторгалися на територію хетів. Ймовірно, вони також розграбували столицю Хаттусу, після чого двір переїхав до Сапінуви. Руйнування столиці, однак, не підтверджено археологічно та не згадується в сучасних звітах. 
Тим не менш Сапінува була спалена, після чого двір переїхав в Самуху . Інші хетські міста в цьому районі, такі як Тапікка та Сарісса, також зазнали руйнувань у той час.
Саме в цей час слабкості хетів Арцава в західній Анатолії здобула міжнародну популярність, що відображено в листах Аменхотепа III з Амарни . Ці листи використовували хетську мову.
Суппілуліума I був сином Тудгалії II, і вони обидва присвятили багато часу боротьбі з касками, а також з хаяса та арцавою. 

### Роль хаттів
Хети зазвичай закликали бога грози Сапінуви поряд із богом грози Неріка . Враховуючи, що Хаттуса була на півдні, а Нерік, ймовірно, північніше, обидва спочатку розмовляли хатською мовою; зважаючи що хаттська мова знайдена в архіві Сапінуви поряд з очевидною нестачею палайської мови ; і що назва міста має сенс у хаттській мові як теофорична ( sapi «бог», Sapinuwa «[земля] бога»), ймовірно, що хатти також заснували Сапінуву.
Загальноприйнято вважати, що саме Хаттусілі I знищив Нерік у середині-кінці 17 століття до нашої ери.  Тож цілком можливо, що несітськомовні люди захопили б Сапінуву у той же час.
Ворогом хетів на цьому кордоні протягом 15 століття до нашої ери були каски .
Огуз Сойсал пише: «Розкопки Ортакея вважають, що це місто було другою столицею хеттів або царською резиденцією протягом певного періоду, а саме під час Середнього Хетського царства, приблизно в кінці 15 століття до нашої ери»  Однак, « Більшість епіграфічних знахідок датовано останньою фазою Хеттського Середнього царства (приблизно 1400-1380 рр. до н. е.)», сучасною з Тудгалією I та архівом у Машат Гойюк .
Цілком можливо, що Каски відповідальні за підпали, які перетворили деякі будівельні матеріали на вугілля в 14 столітті до нашої ери. Тоді хетський двір переїхав до Самухи .

## Подальше читання
- - Süel, Aygül, "The religious significance and sacredness of the Hittite capital city Sapinuwa", STUDIA ASIANA–9–, pp. 101-112, 2014
  - Süel, Mustafa, "THE SACRED CITY OF HITTITES: SAPINUWA. THE NEW EXCAVATIONS", STUDIA ASIANA–9–, pp. 113-121, 2014

## Зовнішні посилання
- ORTAKÖY - SHAPINUWA (Хетське місто)
- Опис проекту епіграфічних досліджень Ортакёй-Сапінува